# Adriaan van Driem
Adriaan Julius August (Adriaan) van Driem (Naarden, 23 oktober 1901 – Amsterdam, 7 januari 1997) was een Nederlands violist.
Hij was zoon van Johanna Diederiks Graalman en Gustaaf Adolf van Driem. Hijzelf was tussen 1925 en 1940 getrouwd met Jettie Feltzer. Zoon Willy van Driem uit dat huwelijk werd enigszins bekend pianist, maar overleed op 28-jarige leeftijd. Van Driem hertrouwde in 1946 met de eveneens Duitse Carola Dorothea Gertrude Seligmann; dochter van operazangeres Trude Seligmann. In 1951 werden ze ouders van de latere advocaat Gabi van Driem.
Hij was een leerling van André Spoor (viool) en Henri Zagwijn (compositie). Hij sloot zich na zijn opleiding aan bij het Muzieklyceum Willem Feltzer (waar hij Jettie leerde kennen) aan de Rotterdamse Binnenweg, Spoor had een connectie met Feltzer. Van Driems naam haalde in de jaren twintig van de 20e eeuw de podia, tot en met een solopartij bij (de voorloper van) het Rotterdams Philharmonisch Orkest en was solist bij de Nationale Opera van Gerhardus Hendricus Koopman. Hij vertrok naar Italië om er te gaan studeren bij Argo Serato. Die leerperiode leverde hem zowel een diploma violist als directie op. Bij terugkomt werd hij docent aan de Muziekschool Dordrecht.
In 1937 dong hij mee naar de functie van concertmeester van de Groninger Orkest Vereniging; uiteindelijk koos de jury van Kor Kuiler, Louis Zimmerman en Johan Wagenaar voor Jo Juda. Juda kwam over van de Arnhemsche Orkest Vereeniging. Van Driem, dan werkzaam in Dordrecht, vulde die vacature in augustus 1937 op, en viel als gediplomeerd dirigent wel in als Jaap Spaanderman door ziekte (onder andere pleinvrees) verstek moest laten gaan. Hij maakte er het 50-jarig jubileum mee en nam zitting in het Oost-Nederlandsch Strijkkwartet.
Voor het seizoen 1940-1941 vertrok hij naar het Concertgebouworkest om er eerste violist te worden; hij werd in Arnhem opgevolgd door Herman Krebbers. Van Driem trad op hetzelfde moment aan als Zoltán Székely. Zijn loopbaan bij het Concertgebouw kende een moeilijke start. Het was de periode dat het orkest werd geteisterd door de arisering onder het nazi-regime. Onder andere Székely moest vanwege zijn Joodse komaf vertrekken en kwam niet meer terug. Van Driem kon onder enige bescherming doorspelen tijdens de Tweede Wereldoorlog en nam toen ook zitting in het Bresser-strijkkwartet met Jan Bresser (viool), Frans Vonk (altviool) en Reinier Bresser (cello). In 1945 solliciteerde hij samen met Frans Vonk voor de plek van tweede concertmeester bij het Concertgebouw. Vonk viel af tijdens voorspel met Ein Heldenleben van Richard Strauss, maar vond zichzelf beter. Van Driem gaf hem daarop een tweede kans, maar kwam ook toen als winnaar uit de bus. In de jaren veertig zag hij een aantal collegae (niet alleen door die oorlog) overlijden. Hans Bijvanck werd tijdens een treinreis naar Leiden getroffen door een Engelse kogel (ze dachten dat het een legertrein was), Frans Vonk overleed in 1945 in Leeuwarden en diens opvolger Constant Moerman pleegde zelfmoord na een verbroken verloving. In 1968 ging hij met pensioen.
Hijzelf vertelde in 1988 het verhaal dat hij net twee jaar in dienst bij het Concertgebouworkest nog gesolliciteerd had bij de Haarlemse Orkest Vereeniging. Na een auditie werd hij tot eigen verbazing benoemd. Willem Mengelberg wendde zijn invloed beide orkesten aan de keus teniet te doen; hij wilde Van Driem behouden. hij kreeg zijn zin en vertelde Van Driem tijdens een repetitiepauze dat hij aldus gehandeld had; Van Driem bleef in Amsterdam, hij haatte en bewonderde Mengelberg toen tegelijkertijd.